# Giambattista Vico
Giambattista Vico ou Giovan Battista Vico (Nápoles, 23 de junho de 1668 — Nápoles, 23 de janeiro de 1744) foi um filósofo político, retórico, historiador e jurista italiano, reconhecido como um dos grandes pensadores do período iluminista.
Em seu tempo, Vico era relativamente desconhecido fora de Nápoles, mas, a partir do século XIX, suas ideias despertaram interesse e passaram influenciar filósofos e cientistas sociais do Ocidente.

## A infância
Vico nasceu como o sexto dos oito filhos de Antonio Vico e Candida Masulio. Foi-lhe dado este nome por causa de São João Batista, e foi batizado na Igreja Católica, à qual permaneceu leal toda a vida. Desde a primeira infância ele combinou um agudo e amplo intelecto com um insaciável amor ao conhecimento, e muito da sua educação se deu na livraria de seu pai. Com a idade de sete anos ele caiu do alto de uma escada - talvez uma daquelas usadas para alcançar os livros na loja - e fraturou severamente seu crânio. Durante as cinco horas em que permaneceu completamente inconsciente e imóvel, o médico local declarou que ele ou morreria ou ficaria idiotizado. Apesar de sua convalescença levar três anos e sua constituição permanecer delicada durante toda a vida, ele recuperou-se integralmente e entrou na escola com dez anos. Vico ultrapassou seus colegas tão rapidamente que logo foi transferido para uma escola jesuíta. Dentro de um ano, contudo, ele viu seus professores devolvendo-o à anterior, e ele deixou a escola para estudar por conta própria.
Uma visita casual à universidade atraiu sua atenção para o direito romano, em uma época em que a jurisprudência envolvia conhecimento de ética, teologia, política, história, filologia, línguas e literatura. Embora ouvisse as detalhadas palestras de Don Francesco Verde, um distinguido professor de direito, ele percebeu que os princípios básicos eram facilmente perdidos nas minúcias, e ele voltou ao estudo autônomo mais uma vez. Com dezesseis anos ele testou suas habilidades no tribunal assumindo um caso em defesa de seu pai. Ele deu-se bem mas decidiu-se a não seguir a custosa prática do direito. Achou sua saúde fraca, as cortes ruidosas, os casos tediosos e sua mente poética restrita demais naquela profissão, embora descobrisse na jurisprudência as chaves para um novo entendimento da humanidade e da sociedade.

## Os estudos e a carreira
Abriu-se uma porta para Vico quando o bispo de Ischia, impressionado com suas concepções sobre o ensino da jurisprudência, recomendou-o ao seu irmão, o marquês de Vatolla. Durante nove anos Vico desfrutou das luxuriantes paisagens do Cilento e da grande biblioteca do castelo de Vatolla. Ele lia autores antigos e escritores italianos desde Cícero até Boccaccio, de Virgílio a Dante Alighieri, de Horácio até Petrarca. Ele apreciava Platão e aborreciam-lhe os epicuristas, porque eles ensinavam "uma moral de solitários", uma ética individualista que ignorava as leis imutáveis que governavam a humanidade coletiva. Ele olhou para a filosofia cartesiana e imediatamente reconheceu nela as bases das ciências emergentes, mas descobriu em Descartes erro e perigo. Em 1694 encontrou Dante ignorado, Ficino e Pico postos de lado e o Cartesianismo na vanguarda do debate intelectual. Vico empobreceu em uma cidade que pouco ligava para suas concepções. Ele ficou reduzido à composição de inscrições e à escrita de encômios sob encomenda, algo às vezes degradante, que ele continuou a fazer depois de ser indicado professor de retórica na Universidade de Nápoles, em 1697. Dois anos depois, casou-se com Teresa Destito e enfim foi pai de diversos filhos. Embora não tivesse gosto algum pela política acadêmica e seu cargo fosse dos menos remunerados na universidade, seu brilhantismo e eloquência levaram-no frequentemente a pronunciar o discurso de abertura do ano acadêmico.
Em 1710, Vico publicou o De Antiquíssima Italorum Sapientia (A Antiga Sabedoria dos Italianos), na qual tentava apresentar a sabedoria dos sábios jônios e etruscos através de uma análise filológica das palavras latinas. A metafísica deve encontrar os fatos que podem ser convertidos em verdades e descobrir assim um princípio de causação enraizado no senso comum. Para Vico, este princípio só é encontrado em Deus, o verdadeiro e derradeiro Ens que contém toda a fé e inteligência. A partir deste trabalho fundamental, Vico passou os doze anos seguintes elaborando a ideia de que a abordagem histórica da lei como desenvolvida nas diferentes sociedades, aliada à visão metafísica da lei divina imutável, poderia delinear uma ciência que compreendesse as verdades conhecíveis pelo homem.

## ACiência Nova
Em 1725 deu a lume sua principal obra Scienza Nuova (Ciência Nova), na qual procurou estabelecer um estatuto científico para o estudo da História. Essa obra recebeu reedições bastante revisadas pelo autor em 1730 e 1744 (ano de seu falecimento). Na Ciência Nova, Vico procurou mostrar a possibilidade de um entendimento científico da história, ao qual denominou a "história ideal eterna", que procurava criar um princípio universal de história para todos os povos em todos os tempos. Apesar de pouco difundida em vida de Vico (residente numa região pouco central dos debates intelectuais como Nápoles e preterido em suas expectativas mais amplas de ascensão acadêmica), a obra tornou-se um verdadeiro clássico da teoria da história a partir do século XIX, referenciada por intelectuais como Jules Michelet e Karl Marx.
A sabedoria poética é um conceito de Vico que aparece na Scienza Nuova. Ela faz referência ao conhecimento e à cultura produzida por povos primitivos. Vico usa o termo poética ou poesia no sentido aristotélico, ou seja, poesia como criação.

## Os problemas de saúde e as relações familiares
À medida que a reputação de Vico se espalhava, sua saúde debilitava-se e sua vida era complicada por problemas domésticos. Uma filha sofria de séria doença degenerativa, e um filho foi preso por vida dissoluta e dívidas. Uma segunda filha ganhou renome como poetisa, e seu filho favorito foi indicado para a sua cátedra de retórica. Quando os Bourbon assumiram o trono de Nápoles, Carlos III indicou Vico como historiógrafo real. Logo depois sua saúde colapsou, e o câncer quase destruiu seu poder de falar. Durante quatorze meses ele ficou entre a prostração e a dor, irresponsivo àqueles em torno de si. Subitamente um dia ele ergueu-se, reconheceu sua esposa e filhos e tranquilamente cantou uma passagem dos Salmos. E então morreu rapidamente, passando à história em 20 de janeiro de 1744.

## O legado
Giambattista Vico discerniu a explosiva mistura da razão com a mecânica e ofereceu uma nova ciência que poderia trazer as mais altas percepções da Renascença para dentro da metodologia dos primeiros investigadores modernos.

## Publicações
- Opere di G. B. Vico. Fausto Nicolini (ed.), Bari: Laterza, 1911–41.
- De nostri temporis studiorum ratione (1708)
- De Antiquissima Italorum Sapientia ex Linguae Originibus Eruenda Libri Tres (Sobre a mais antiga sabedoria dos italianos desenterrada das origens da língua latina). 1710, Palmer, L. M., trans. Ithaca: Cornell UP, 1988.
- Institutiones Oratoriae (The Art of Rhetoric). 1711–1741, Pinton, Girogio, and Arthur W. Shippee, trans. Amsterdam: Editions Rodopi B.V., 1984.* "On Humanistic Education", trans. Giorgio A. Pinton and Arthur W. Shippee. Ithaca:   Cornell UP, 1993.
- On the Study Methods of Our Time, trans. Elio Gianturco. Ithaca: Cornell UP, 1990.
- Universal right (Diritto universale). Translated from Latin and Edited by Giorgio Pinton and Margaret Diehl. Amsterdam/New York, Rodopi, 2000
- On the Most Ancient Wisdom of the Italians: Unearthed from the Origins of the Latin Language, trans. L. M. Palmer. Ithaca, Cornell UP, 1988.
- Scienza Nuova (The First New Science). 1725, Pompa, Leon, trans. Cambridge: Cambridge UP, 2002.
- The New Science of Giambattista Vico, (1744). trad. Thomas G. Bergin and Max H. Fisch. Ithaca: Cornell UP, 2a. ed. 1968.
- De rebus gestis Antonj Caraphaei (1713×1715), trad. Giorgio A. Pinton, Statecraft: The Deeds of Antonio Carafa (Peter Lang, 2004), a biography of Antonio Carafa (died 1693).